# Heteracris annulosa
Heteracris annulosa Walker, 1870 è un insetto ortottero della famiglia Acrididae.

## Descrizione
È una cavalletta di dimensioni medio-piccole che non supera i 4 cm di lunghezza, con le femmine che hanno mediamente dimensioni superiori a quelle dei maschi.

Il colore di fondo della livrea è grigio-bruno. La parte dorsale del pronoto presenta una larga banda marrone-scuro bordata da due bande più chiare, giallastre o beige, che si prolungano verso la parte mediana del capo. Gli occhi presentano una striatura longitudinale .
Le tibie posteriori hanno una colorazione distintiva caratterizzata da macchie nere in campo bianco nella metà basale, rosse nella metà apicale. Il bordo esterno della tibia presenta 12-13 spine; il numero delle spine consente di distinguere H. annulosa da altre specie congeneri: H. littoralis (15-17 spine), H. harterti (14-15 spine) e H. caerulescens (11-12 spine).

## Distribuzione e habitat
Specie diffusa in Africa e Medio Oriente. In Italia la sua presenza è limitata alle isole Pelagie e a Pantelleria.

## Biologia
È una specie solitaria ma con tendenza al gregarismo.

### Alimentazione
Osservazioni sulle popolazioni di Pantelleria hanno evidenziato una particolare predilezione per le foglie del cappero (Capparis spinosa) .

### Riproduzione
L'ovodeposizione avviene in autunno. Le neanidi compaiono in giugno-luglio e completano lo sviluppo sino allo stadio immaginale in agosto-settembre.